# Воля-Коженьова
Воля-Коженьова (пол. Wola Korzeniowa) — село в Польщі, у гміні Шидловець Шидловецького повіту Мазовецького воєводства.
Населення — 469 осіб (2011).
У 1975-1998 роках село належало до Радомського воєводства.

## Демографія
Демографічна структура станом на 31 березня 2011 року:
|          | Загалом | Допрацездатний вік | Працездатний вік | Постпрацездатний вік |
| -------- | ------- | ------------------ | ---------------- | -------------------- |
| Чоловіки | 229     | 45                 | 160              | 24                   |
| Жінки    | 240     | 41                 | 134              | 65                   |
| Разом    | 469     | 86                 | 294              | 89                   |